# Уравнение Вейля
Уравнение Вейля — уравнение движения для безмассовой двухкомпонентной (описываемой двухкомпонентным спинором) частицы со спином 1/2. Оно представляет собой частный случай уравнения Дирака для безмассовой частицы.
Уравнения Вейля имеют следующий вид:
{\displaystyle {\frac {\partial \psi _{+}}{\partial x^{0}}}+\sigma \nabla \psi _{+}=0}    (1),
{\displaystyle {\frac {\partial \psi _{-}}{\partial x^{0}}}-\sigma \nabla \psi _{-}=0}    (2),
где σi — матрицы Паули.
Уравнения (1) и (2) получены Германом Вейлем (Hermann Weyl) в 1929 году и носят его имя. Вейль предположил, что уравнения (1) либо (2) может быть уравнением для безмассовой частицы со спином 1/2. Гипотеза Вейля была вскоре подвергнута критике Вольфгангом Паули на том основании, что уравнения (1) и (2) не инвариантны относительно пространственной инверсии («… эти волновые уравнения… не инвариантны относительно зеркального отображения (перемены правого на левое) и вследствие этого неприменимы к физическим объектам»).
Об уравнениях Вейля вспомнили в 1957 году после экспериментального открытия несохранения чётности в слабом взаимодействии. Лев Ландау, Ли Цзундао и Янг Чжэньнин и Абдус Салам предположили, что нейтрино описывается двухкомпонентным вейлевским спинором (теория двухкомпонентного нейтрино). Ландау основывался на гипотезе CP-инвариантности и предположил, что нейтрино является вейлевской частицей, поскольку уравнения Вейля инвариантны относительно CP-преобразования. Эксперимент подтвердил теорию двухкомпонентного нейтрино.
Аналогом уравнений Вейля для безмассовой частицы со спином 1 (фотона) являются уравнения Максвелла в форме Майорана.